# Castelletto (Polpenazze del Garda)
Castelletto è una frazione del comune di Polpenazze del Garda e conta circa 60 abitanti.

## Storia

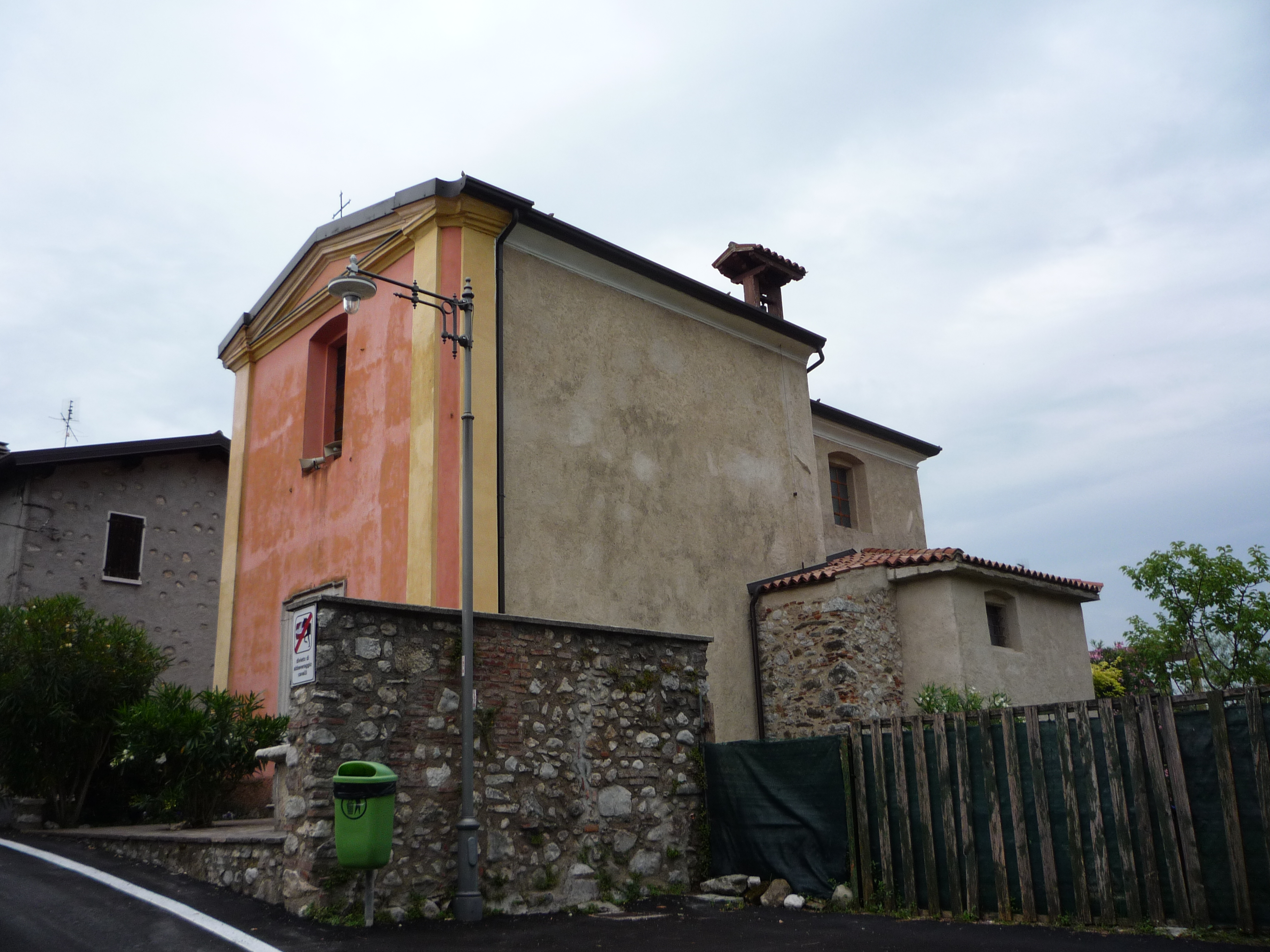
Chiesa di Castelletto

È un nucleo abitato posto letteralmente sul confine con il territorio del comune di Soiano del Lago. Il confine rientra infatti per ritagliare l'area occupata dalla chiesa che pertanto risulta iscritta al censuario di Soiano.
Diminutivo di castello per indicare il manufatto di minor importanza sia strutturale che strategica.
Ora non esistono più tracce di esso ma la collocazione del fabbricato difensivo sul dosso sovrastante il nucleo abitato, attualmente occupato da un modesto edificio rurale, è indiziato dalla presenza di un muro di contenimento di tecnica costruttiva piuttosto antica e dal ritrovamento di diversi cocci di ceramica grezza basso medievale.

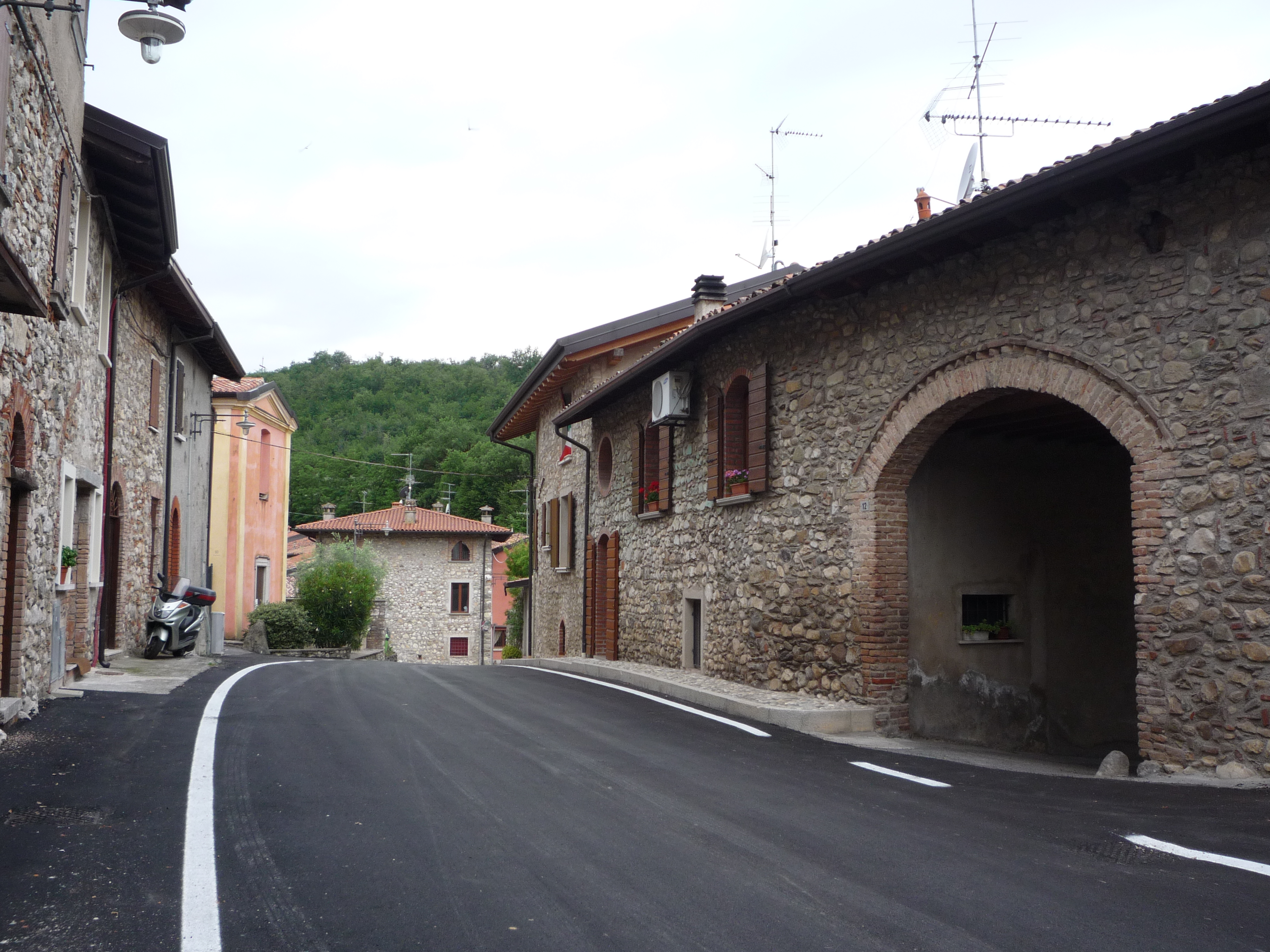
Vista Borgo di Castelletto

Le tappe del processo di aggregazione amministrativa alla comunità di Polpenazze del Garda rimangono ancora di difficile precisazione perché questa frazione, così come quella di Bottenago ma con altro percorso storico-istituzionale, non è mai stata riconosciuta come "villa" originaria, probabilmente per l'esiguità del nucleo abitato.

## Monumenti e luoghi d'interesse
- Chiesa di Santa Elisabetta (Polpenazze del Garda)